# Evropa 2
«Evropa 2» — первая частная коммерческая радиостанция в Чехословакии (до 1993 года) и Чехии (с 1993-го). Радиостанция открылась в 1989 году, начала своё вещание 21 марта 1990 года. Основной аудиторией Evropa 2 являются слушатели в возрасте от 15 до 30 лет. Одним из первых радиопередач была Dance Extravaganza. Радиостанция принадлежала медиагруппе Lagardere. В 2018 году радиостанцию приобрела компания Czech Media Invest, принадлежащая чешскому миллиардеру Даниэлу Кршетински.

## Города вещания
Информация актуальна на февраль 2021 года.

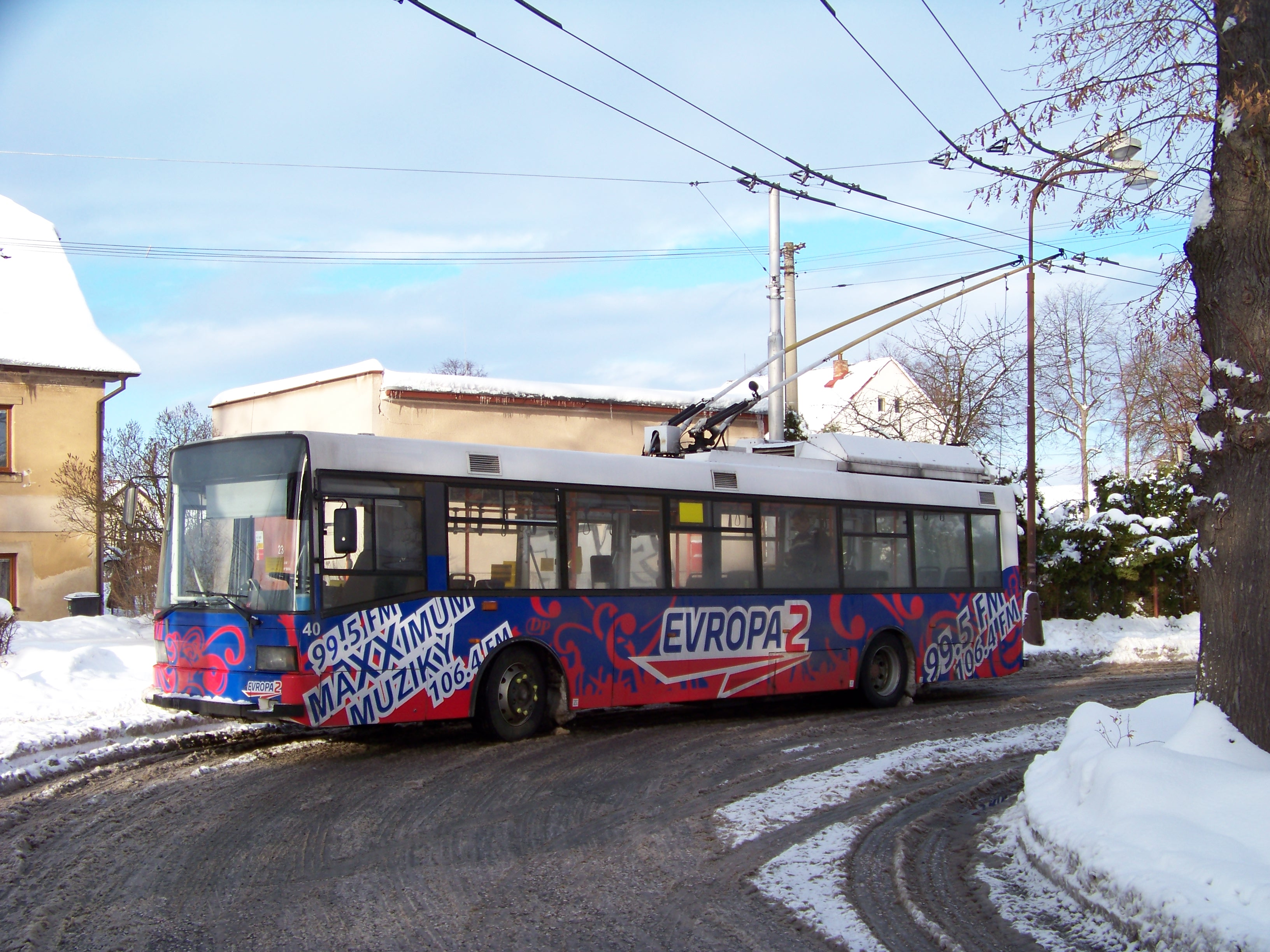
Троллейбус с рекламой Evropa 2

| Город           | Частота | Город         | Частота |
| --------------- | ------- | ------------- | ------- |
| Прага           | 88.2    | Пардубице     | 99.5    |
| Брно            | 105.5   | Злин          | 95.5    |
| Карловы Вары    | 93.8    | Всетин        | 96.6    |
| Либерец         | 88.1    | Фридек-Мистек | 95.4    |
| Острава         | 97.7    | Йиглава       | 105.1   |
| Пльзень         | 101.3   | Тршинец       | 104.2   |
| Оломоуц         | 99.3    | Трутнов       | 107.8   |
| Усти-над-Лабем  | 88.0    | Соколов       | 90.5    |
| Ческе-Будеёвице | 90.5    | Зноймо        | 106.7   |

## Программа[4]

### Будни
- 6:00 — 9:00 Утреннее шоу — Леош Мареш, Патрик Хезуцки, Маркета Йежкова, Якуб Кохак
- 9:00 — 11:00 Afterparty — Pavel Cejnar
- 11:00 — 15:00 MaXXimum muziky — Jindra Ekl
- 15:00 — 18:00 Послеобеденное шоу Evropy 2 — Tomáš Zástěra, Zorka Hejdová
- 18:00 — 20:00 Вечер на maXXimum — Petr Říbal, Ondra Urban
- 20:00 — 22:00  MaXXimum muziky
- 22:00 — 23:59 3v1 — Martina Pártlová, Veronika Arichteva, Nikol Štíbrová
- 00:00 — 06:00  MaXXimum muziky

### Выходные
- 7:00 — 10:00 MaXXimum muziky — выходные — Bob Švarc
- 10:00 — 13:00 MaXXimum muziky — выходные  — Ondra Vodný
- 13:00 — 16:00 MaXXimum muziky — выходные — Bára Krčmová
- 16:00 — 19:00 (Сб), 16:00 — 18:00 (Вс) MaXXimum muziky — выходные — Jakub Štěpán
- 19:00 — 22:00 MaXXimum muziky — выходные
- 20:00 — 6:00 (Вс-Пт), 4:00 — 7:00 (Вс) MaXXimum muziky
- 22:00 (Сб) — 4:00 (Вс) Dance Extravaganza — Michael Burian, Dennis Neo, DJ Brian, Ladida
- 6:00-12:00 (24 декабря) Рождественское утреннее шоу — Leoš Mareš, Patrik Hezucký, Jakub Kohák